# Okręg wyborczy Harwich
Okręg wyborczy Harwich wysyłał do angielskiej, a następnie brytyjskiej, Izby Gmin dwóch deputowanych. W 1868 r. liczbę mandatów przypadających na okręg zmniejszono do jednego. Okręg położony jest w hrabstwie Essex.

## Deputowani do brytyjskiej Izby Gmin z okręgu Harwich

### Deputowani w latach 1660–1868
- 1660–1661: Capel Luckyn
- 1660–1664: Henry Wright
- 1661–1679: Thomas King
- 1664–1679: Capel Luckyn
- 1679–1679: Anthony Deane
- 1679–1679: Samuel Pepys
- 1679–1685: Philip Parker
- 1679–1685: Thomas Middleton
- 1685–1689: Anthony Deane
- 1685–1689: Samuel Pepys
- 1689–1698: Thomas Middleton
- 1689–1690: John Eldred
- 1690–1695: Charles Cheyne, 1. wicehrabia Newhaven
- 1695–1708: Thomas Davall
- 1698–1699: Samuel Atkinson
- 1699–1701: Thomas Middleton
- 1701–1702: Dennis Lyddell
- 1702–1708: John Ellis
- 1708–1708: John Leake
- 1708–1713: Thomas Frankland
- 1708–1713: Kenrick Edisbury
- 1713–1715: Carew Harvey Mildmay
- 1713–1714: Thomas Davall
- 1714–1714: Thomas Heath
- 1714–1715: Benedict Calvert, 4. baron Baltimore
- 1715–1734: Philip Parker
- 1715–1722: Thomas Heath
- 1722–1727: Humphry Parsons
- 1727–1734: John Perceval, 1. wicehrabia Perceval
- 1734–1741: Carteret Leathes
- 1734–1741: Charles Stanhope
- 1741–1756: John Phillipson
- 1741–1747: Hill Mussenden
- 1747–1753: Edward Coke, wicehrabia Coke
- 1753–1761: Wenman Coke
- 1756–1758: William Ponsonby, wicehrabia Duncannon
- 1758–1761: Thomas Sewell
- 1761–1767: Charles Townshend
- 1761–1772: John Roberts
- 1767–1768: Thomas Bradshaw
- 1768–1778: Edward Harvey
- 1772–1774: Charles Jenkinson
- 1774–1803: John Robinson
- 1778–1784: George North
- 1784–1796: Thomas Orde, torysi
- 1796–1799: Richard Hopkins
- 1799–1802: Henry Dillon
- 1802–1803: Thomas Myers
- 1803–1818: John Hiley Addington
- 1803–1806: James Adams
- 1806–1807: William Henry Fremantle
- 1807–1807: James Adams
- 1807–1812: William Huskisson, torysi
- 1812–1823: Nicholas Vansittart, torysi
- 1818–1823: Charles Bathurst, torysi
- 1823–1826: George Canning, torysi
- 1823–1841: John Charles Herries, Partia Konserwatywna
- 1826–1827: Nicholas Conyngham Tindal
- 1827–1830: William Rae
- 1830–1832: George Robert Dawson
- 1832–1835: Christopher Thomas Tower
- 1835–1837: Francis Robert Bonham
- 1837–1841: Alexander Ellice
- 1841–1848: John Attwood
- 1841–1847: William Beresford
- 1847–1852: John Bagshaw
- 1848–1851: John Hobhouse, wigowie
- 1851–1851: Henry Thoby Prinsep
- 1851–1852: Robert Wigram Crawford
- 1852–1852: Fitzroy Kelly
- 1852–1852: Isaac Butt
- 1852–1853: George Montagu Warren Sandford
- 1852–1857: David Waddington
- 1853–1859: John Bagshaw
- 1857–1857: George Drought Warburton
- 1857–1859: Robert John Bagshaw
- 1859–1868: Henry Jervis-White-Jervis, Partia Konserwatywna
- 1859–1860: William Campbell
- 1860–1865: Richard Thomas Rowley
- 1865–1868: John Kelk

### Deputowani po 1868
- 1868–1880: Henry Jervis-White-Jervis, Partia Konserwatywna
- 1880–1885: Henry Whatley Tyler, Partia Konserwatywna
- 1885–1906: James Round, Partia Konserwatywna
- 1906–1910: Arthur Lever, Partia Liberalna
- 1910–1922: Harry Newton, Partia Konserwatywna
- 1922–1924: Albert Ernest Hillary, Partia Liberalna
- 1924–1929: Frederick Gill Rice, Partia Konserwatywna
- 1929–1935: Percy Pybus, Partia Liberalna, od 1931 Narodowa Partia Liberalna
- 1935–1954: Stanley Holmes, Narodowa Partia Liberalna
- 1954–1992: Julian Ridsdale, Narodowa Partia Liberalna, od 1966 Partia Konserwatywna
- 1992–1997: Iain Sproat, Partia Konserwatywna
- 1997–2005: Ivan Henderson, Partia Pracy
- od 2005: Douglas Carswell, Partia Konserwatywna